# José Balza
José Manuel Balza Liscano (15 giugno 1997) è un calciatore venezuelano, attaccante del Deportivo Táchira.

## Caratteristiche tecniche
È una punta centrale.

## Carriera

### Club
Ha giocato nella prima divisione dei campionati venezuelano, ecuadoriano ed armeno.

### Nazionale
Con la nazionale Under-20 venezuelana ha preso parte al campionato sudamericano 2017.

## Palmarès

### Club

#### Competizioni nazionali
- Campionato venezuelano: 1

Dep. La Guaira: 2020